# Sigismund Jacques van Heiden Reinestein
Sigismund Jacques graaf van Heiden Reinestein tot Laarwoud en Reinestein ('s-Gravenhage, 1 mei 1771 - Zuidlaren, 17 april 1830) was een Nederlands politicus.
Van Heiden Reinestein was een Drentse landeigenaar uit een oud-Westfaals adellijk geslacht en in de tijd van de Republiek rentmeester van de domeinen in Drenthe. Hij bekleedde vanaf 1804 bestuursfuncties in Drenthe en kreeg in 1806 namens het Landschap Drenthe zitting in het Wetgevend Lichaam. Na 1814 was hij achtereenvolgens lid van de Notabelenvergadering, de Staten-Generaal der Verenigde Nederlanden (1814-1815) en vijftien jaar Tweede Kamerlid. Hij woonde in Zuidlaren op Huize Laarwoud.

## Familie
Van Heiden Reinestein was een zoon van Sigismund Pieter Alexander des H.R. Rijksgraaf van Heiden tot Entinge en Maria Frederica van Reede van Amerongen. Hij trouwde in december 1807 met Anna Sophia Dorothea von Heiden Hompesch (Wijhe, 4 februari 1789 - Groningen, 8 februari 1869). Zij was een dochter van Anne Wilhelm Carel des H.R. Rijksgraaf von Heiden Hompesch en Isabella Carolina Sophia Wilhelmina vrijvrouwe von Weitolshausen. Uit zijn huwelijk zijn de volgende kinderen geboren:
- Louis van Heiden Reinestein (1809-1882)
- Marie Frédérique Isabelle van Heiden Reinestein (Huize Laarwoud te Zuidlaren, 26 januari 1811 - aldaar, 21 december 1874). Zij trouwde te Zuidlaren op 10 oktober 1836 met Jkhr. Paul Antoine Guillaume de Milly (Den Bosch, 22 november 1807 - Huize Laarwoud te Zuidlaren, 2 mei 1890) burgemeester van Zuidlaren en lid provinciale Staten van Drente. Hij was een zoon van Maurits Johan Willem de Milly en Alexandrine Marie Jeanne Sophie barones de Jaussaud de Grand Clary.
- Isabelle Caroline Sophie Wilhelmina van Heiden Reinestein (Groningen, 5 januari 1823 - Zuidlaren, 19 juli 1886)

- Biografisch Portaal: 35916643
- Parlement.com: vg09llr3azy9